# Lagoa do Ilhéu de Vila Franca do Campo
Lagoa do Ilhéu de Vila Franca do Campo (portugiesisch „See der Insel von Vila Franca do Campo“) ist ein fast kreisrunder Kratersee der Insel Ilhéu de Vila Franca do Campo, die vor dem Küstenort Vila Franca do Campo im gleichnamigen Kreis der portugiesischen Azoreninsel São Miguel liegt.
Die kleine Insel stellt das Ende eines Vulkanschlots dar. Der See ist auf einer Seite mit dem offenen Meer verbunden, so dass er zugleich auch eine Lagune darstellt. Er ist etwa 1,7 ha groß und wird bei Ebbe gerne zum Baden und Tauchen genutzt. Seine Wasserqualität wurde von 2006 bis 2010 im Jahresmittel durchwegs als gut eingestuft.